# Nicole Parker
Nicole Parker, talvolta accreditata come Nicole Parker Redford, pseudonimo di Nicole Frances Parker (Irvine, 21 febbraio 1978), è un'attrice, imitatrice, scrittrice e comica statunitense, nel 2009 ha avuto anche successo a Broadway Elphaba del musical Wicked, ispirato al Il meraviglioso mago di Oz di L. Frank Baum.

## Biografia
Nata a Irvine in California, inizia la carriera al South Coast Repertory di Costa Mesa e al Laguna Playhouse. Inoltre ha studiato teatro e canto all'Indiana University ed è entrata a far parte della Full Frontal Comedy. Dopo il college, Parker ha partecipato all'Edinburgh Fringe Festival, e al Second City di Chicago. Poi ha formato una compagnia teatrale a New York chiamata Waterwell Productions. Ha vissuto ad Amsterdam per due anni, dove ha recitato nella commedia teatrale Boom Chicago assieme ai comici di MADtv Ike Barinholtz e Jordan Peele.
Nel 2003 ha cominciato la carriera a MADtv e per nove stagioni ha fatto diverse imitazioni di personaggi famosi:
- Annetta Bussley (The Lillian Verner Game Show)
- Ashlee Simpson
- Beth (Sean the Floor Leader)
- Britney Spears
- Cat Deeley
- Candy Matsumoto (Hello Hollywood/Iraq, Hello!)
- Charlene (Baby Joey)
- Dina Lohan
- Disney Girl
- Ellen DeGeneres
- Emily Robison
- Pat-Beth LaMontrose (Inside Looking Out)
- Feist
- Kathy Griffin
- Lauren Conrad
- Mary Kay Letourneau
- Tara Reid
- Tori McLachlan, a singer/songwriter who performs depressing songs
- Toni Horse (Fashion Surprise)
- Elissa (Girlicious)
- Amy Little (Nice White Lady)
- Paula Abdul
- Samantha Harris
- Sharon (Teller Conference)
- Kim Kardashian ("Keeping up with the Kardashians")
- Sarah Palin
- Fergie
- Selena Gomez

## Broadway musical career
In 2004 Parker was Nominated for Jeff Award nomination for Best Actress in a Principal Role: Musical, for her performance in The People vs. Friar Laurence, The Man Who Killed Romeo and Juliet.
From July 2006 to January 2007, Parker performed in Martin Short: Fame Becomes Me comedy musical.
In 2009 Parker played the role of Elphaba in the Broadway production of the musical Wicked, for a six month run,  opposite Alli Mauzey as Glinda from January 16 through July 19.
Parker is currently starring in the new musical The People in the Picture, which began performances at Studio 54 on April 1, 2011 and officially opened on April 28, 2011.

## Ruoli teatrali
| Anno      | Titolo                                                                                       | Ruolo                                         | Note                         |
| --------- | -------------------------------------------------------------------------------------------- | --------------------------------------------- | ---------------------------- |
| 2003      | Fuenteovejuna                                                                                | Laurencia                                     | Musical (Regional)           |
| 2003      | Stuck                                                                                        | Direttore                                     | Improv Play (Regional)       |
| 2004      | The Magic Flute                                                                              | Pamina                                        | Musical (Regional)           |
| 2004      | Romeo and Juliet Musical: The People vs. Friar Laurence, The Man Who Killed Romeo and Juliet | Giulietta                                     | Musical (Regional)           |
| 2006–2007 | Martin Short: Fame Becomes Me                                                                | Vari ruoli                                    | Commedia musicale (Broadway) |
| 2008      | Proposition 8: The Musical                                                                   | California Gays and The People That Love Them | Commedia musicale            |
| 2007–2008 | Suitcase Full of Lies                                                                        | Jillane Jenkins                               | Commedia musicale            |
| 2009      | Wicked                                                                                       | Elphaba                                       | Musical (Broadway)           |
| 2010      | Suitcase Full of Lies                                                                        | Jillane Jenkins                               | Commedia musicale            |
| 2010      | "How to Succeed in Business Without Really Trying"                                           | Rosemary                                      | Musical (Limited Engagement) |
| 2011      | The People in the Picture                                                                    | Red                                           | Musical (Broadway)           |

## Ruoli televisivi
| Anno      | Titolo                               | Ruolo            | Note             | Episodi     |
| --------- | ------------------------------------ | ---------------- | ---------------- | ----------- |
| 2003–2009 | MADtv                                | Vari ruoli       | Sketch           | 113 Episodi |
| 2005      | Kathy Griffin: My Life on the D-List | Se stessa        | Commedia/Reality | 1 Episodio  |
| 2017-2019 | La corsa più pazza del mondo         | Penelope Pitstop |                  |             |

## Filmografia
| Anno | Titolo                              | Ruolo                                                      | Note                  | Incassi     |
| ---- | ----------------------------------- | ---------------------------------------------------------- | --------------------- | ----------- |
| 2007 | Four Years                          | Stacy                                                      | Cortometraggio comico |             |
| 2008 | 3ciento - Chi l'ha duro... la vince | Britney Spears, Paula Abdul, Paris Hilton, Ellen DeGeneres | film parodia          | $84,021,565 |
| 2008 | Disaster Movie                      | Principessa Incantata, Jessica Simpson, Amy Winehouse      | film parodia          | $31,683,375 |
| 2009 | Weathered                           | Weather Wellington                                         | Cortometraggio comico |             |
| 2009 | Funny People                        | Dawn                                                       | commedia, drammatico  | $50,200,497 |

## Premi vinti e nomination
| Anno | Risultato | Premi               | Categoria                                    | Per                                                                           |
| ---- | --------- | ------------------- | -------------------------------------------- | ----------------------------------------------------------------------------- |
| 2004 | Nominata  | Jeff Award          | Miglior attrice in ruolo un ruolo principale | Musical, The People vs. Friar Laurence, The Man Who Killed Romeo and Juliet   |
| 2006 | Vinto     | Emmy Award          | Miglior testo e musica                       | MADtv, per la canzone "A Wonderfully Normal Day" – per l'episodio numero 1111 |
| 2007 | Nominata  | Emmy Award          | Miglior testo e musica                       | MADtv, per la canzone "Merry Ex-Mas" – per l'episodio numero 1209             |
| 2009 | Vinto     | GLAAD Media Awards  | Premio speciale                              | Prop 8: The Musical                                                           |
| 2009 | Vinto     | Damah Film Festival | Miglior attrice                              | Cortometraggio Weathered                                                      |

## Doppiatrici italiane
- Perla Liberatori in 3ciento - Chi l'ha duro vince (Paris Hilton)
- Tatiana Dessi in 3ciento - Chi l'ha duro vince (Paula Abdul)
- Ilaria Latini in 3ciento - Chi l'ha duro vince (Britney Spears) e Disaster Movie

Da doppiatrice è sostituita da:
- Francesca Manicone ne Wacky Races
- Valeria Perilli in Higglytown Heroes - Quattro piccoli eroi